# Documento nazionale di identità (Spagna)
Il Documento nacional de identidad (DNI), noto colloquialmente come carné de identidad, è il documento di identità rilasciato in Spagna. Dal marzo del 2006 è elettronico. È una carta in policarbonato che incorpora un microchip con informazioni digitali e ha le stesse dimensioni delle comuni carte di credito.
È obbligatorio a partire dai 14 anni di età, anche se può essere richiesto dalla registrazione del minore presso il Registro Civil. Alla data di dicembre 2021, sono stati emessi più di 85 milioni di DNI elettronici in Spagna.

## Storia
Nel 1824, il re Ferdinando VII creò la Polizia in Spagna e le conferì l'esclusiva autorità per creare registri che includessero età, sesso, stato civile, professione e natura della residenza dei residenti. Questa fu la sua prima attribuzione, una competenza che è rimasta invariata fino ai giorni nostri e che ha storicamente legato il Corpo Nazionale di Polizia al documento d'identità.

### Secolo XX
La creazione di un nuovo documento fu avviata tramite un decreto il 2 marzo 1944, al fine di avere informazioni censuarie sui cittadini. Per il design del primo DNI fu bandito un concorso pubblico, che fu assegnato a Aquilino Rieusset Planchón, che ricevette un premio di 30.000 pesetas dell'epoca. L'iniziativa di creare un DNI, nella prima metà del XX secolo, partì da Francisco Franco. Nel 1951 ottenne il suo stesso documento d'identità. I primi obbligati a formalizzarlo furono i detenuti e coloro che erano sotto libertà vigilata. In secondo luogo, gli uomini che, per professione o affari, si spostavano frequentemente di residenza. In terzo luogo, gli uomini residenti in città con più di 100.000 abitanti. Successivamente, gli uomini nelle località tra 25.000 e 100.000 abitanti, poi le donne che viaggiavano per motivi di lavoro e così via, fino a coprire gradualmente l'intera società.
Zaragoza fu la prima città capoluogo di provincia in cui fu emesso il DNI. L'esperimento si estese successivamente a Valencia e da lì si diffuse a tutti gli altri comuni in Spagna, fino a comprendere 59 squadre fisse distribuite in tutte le regioni, ad eccezione di Navarra.
Il primo design della moderna carta d'identità risale al 1951 e includeva dati anagrafici, professione, impiego o incarico. Di colore verde, presentava lo stemma nazionale in vigore durante il regime franchista, con l'aquila di San Giovanni. Inoltre, si indicava la categoria del soggetto in base alla sua situazione economica. Il secondo modello venne introdotto nel 1962 e includeva lo stato civile e il gruppo sanguigno. Il suo colore era blu, in linea con il tono corporativo della Polizia. In questa versione, scomparve il sesso dell'utente. Il successivo formato fu lanciato nel 1965 e fu emesso fino al 1980. È stato uno dei modelli più popolari. Rimasero invariati gli stessi dati anagrafici, tranne la firma del Direttore del team che emetteva la carta, che venne rimossa.
Le varianti più significative del quarto modello di DNI, in vigore dal 1981 al 1985, furono l'inclusione del nuovo stemma nazionale e l'eliminazione delle categorie precedenti. Venne di nuovo inserito il sesso del cittadino. Nel modello successivo (1985-1991), furono eliminate la professione, lo stato civile e il gruppo sanguigno, poiché in alcuni casi causavano errori medici. Negli anni '90 furono ideati modelli realizzati con tecnologia informatica. L'impronta digitale storica non veniva più presa con l'inchiostro e stampata sul DNI, ma veniva acquisita digitalmente e registrata nelle basi di dati del Corpo di Polizia Nazionale (cioè, la polizia spagnola ha le impronte di tutti i cittadini) e la Fábrica Nacional de Moneda y Timbre assunse la competenza per la sua elaborazione.

### Secolo XXI: DNI elettronico
Nel 2006 è stato integrato un chip nel DNI, trasformandolo in un documento di identità elettronico. Questo chip ha consentito di semplificare le procedure con l'Amministrazione e Internet. Nel 2015 è stato lanciato il DNI 3.0 con tecnologia NFC. Ad agosto 2021 è stato introdotto il DNI 4.0, con miglioramenti nella sicurezza e una maggiore integrazione con la documentazione di identificazione del resto dell'UE. Ad esempio, compare la bandiera dell'Unione Europea e l'identificazione del documento in inglese.
Va notato che il termine "Documento nacional de identidad" (in spagnolo) appare due volte, mentre in inglese appare solo una volta, e che i dati sono disponibili solo in spagnolo.

## Normativo
Il documento nazionale di identità è un documento personale e incedibile emesso dal Ministero dell'Interno, che gode della protezione conferita dalle leggi ai documenti pubblici e ufficiali. È l'unico documento sufficiente per l'accreditamento, a tutti gli effetti, dell'identità e dei dati personali del titolare. Il titolare è obbligato a custodirlo e conservarlo durante il periodo di validità. Ad ogni DNI viene assegnato un numero personale che ha il valore di identificatore numerico personale di carattere generale.
Per ottenere un DNI è necessario avere la nazionalità spagnola. Tutti gli spagnoli hanno il diritto di ottenere il documento nazionale di identità, ed è obbligatorio ottenerlo per i maggiori di quattordici anni residenti in Spagna e per quelli della stessa età che, pur risiedendo all'estero, si trasferiscono in Spagna per un periodo non inferiore a sei mesi. Le persone che non ottemperano all'obbligo di ottenere la documentazione personale possono essere sanzionate.
Tutte le persone obbligate ad ottenere il DNI sono anche obbligate a esibirlo quando richiesto dall'autorità. Non c'è l'obbligo di portarlo permanentemente con sé, ma c'è l'obbligo di identificarsi e di esibirlo all'autorità se lo si ha con sé. Se il DNI fosse richiesto dall'autorità e non potesse essere mostrato perché non lo si ha con sé in quel momento, si potrebbe mostrare un altro documento per l'identificazione, con l'autorità che decide se è sufficientemente valido o meno come documento identificativo. Ad esempio, la patente di guida non è un documento di identità, ma l'autorità, a sua discrezione, potrebbe accettarla come valido per l'identificazione.
Nel caso in cui non fosse possibile l'identificazione perché non si ha con sé il DNI in quel momento, si potrebbe chiedere alla persona di accompagnare l'autorità o gli agenti presso le strutture più vicine con mezzi adeguati per l'identificazione. Nel caso in cui una persona si rifiuti di mostrare il DNI quando lo ha con sé, o di recarsi in commissariato per l'identificazione, potrebbe costituire una violazione amministrativa per disobbedienza (con sanzioni pecuniarie da 601 a 30.000 euro) o, a seconda della gravità, potrebbe configurare un reato di disobbedienza all'autorità.

### Scadenza
Il documento nazionale di identità ha un periodo di validità di due anni per le persone di età inferiore a cinque anni, di cinque anni per le persone di età inferiore a trent'anni, di dieci anni per le persone di età inferiore a settant'anni e permanente per le persone di età superiore a settant'anni. In via eccezionale, può essere conferita validità permanente alle persone di età superiore a trent'anni che dimostrino di essere gravemente disabili o validità di un anno se non possono presentare i documenti richiesti per il rilascio.

## DNI come documento di viaggio
Il DNI attuale funge da sostituto del passaporto e identifica il portatore a tutti gli effetti nei 27 Stati membri dell'Unione Europea, così come in Albania, Andorra, Macedonia del Nord, Bosnia ed Erzegovina, Georgia, Islanda, Liechtenstein, Moldavia, Monaco, Montenegro, Norvegia, San Marino, Città del Vaticano, Serbia e Svizzera.
Dal 1 ottobre 2021, non è più valido come sostituto del passaporto per entrare nel Regno Unito, tranne per coloro che hanno utilizzato questo documento nel loro registro nel "EU Settlement Scheme", che potranno continuare a usarlo fino al 31 dicembre 2025.

## Numero
Il numero del documento nazionale di identità è composto da otto cifre e da un carattere alfabetico di controllo. Questa lettera si ottiene dividendo il numero completo del DNI per il numero 23. Al resto risultante da questa divisione, compreso tra 0 e 22, viene assegnata una lettera di controllo in base a un'equivalenza. Non vengono utilizzate le lettere I, Ñ, O, U. La lettera I e la O vengono escluse per evitare confusioni con altri caratteri, come 1, l o 0. La lettera Ñ viene esclusa per evitare confusioni con la lettera N.
Fin dall'inizio, e con un metodo ancora in vigore, i numeri del DNI sono stati assegnati a lotti ai team di emissione. Quindi, ogni commissariato o team mobile che elabora il DNI ha a disposizione un margine sufficiente di numeri liberi. Se esaurisce questo contingente, viene assegnato un nuovo lotto, che non è necessariamente correlato al precedente. Si smentisce così una falsa credenza: i numeri bassi del DNI in passato non erano assegnati a persone decedute.
Il numero 1 è stato assegnato nel 1951 al allora Capo di Stato, Francisco Franco Bahamonde. Il numero 2 era associato a Doña Carmen Polo de Franco. Il numero 3 fu assegnato alla figlia Carmen Franco y Polo. Dal 4 al 9 sono rimasti vacanti. Dal 10 in poi e fino al numero 99 sono riservati alla famiglia reale spagnola. Il numero 10 è stato assegnato al re Juan Carlos I, il 11 alla regina consorte Sofía di Grecia, il 12 all'infanta Elena e il 14 all'infanta Cristina. Il numero 13 non è stato utilizzato a causa della superstizione. Il DNI del re Felipe VI ha il numero 15. La principessa delle Asturie Leonor ha il numero 16 e l'infanta Sofía il 17.

## Elementi
Tra dicembre 2015 e il 1 agosto 2021 è stata emessa la versione 3.0 della carta d'identità elettronica in tutti gli uffici di emissione. Era una carta in policarbonato che incorporava un chip elettronico con informazioni digitali. Le sue dimensioni erano identiche a quelle delle carte di credito comunemente utilizzate (85,60 mm di larghezza × 53,98 mm di altezza). Questa versione della carta d'identità presenta i seguenti elementi:
Documento nacional de identidad (in spagnolo) appare due volte, una nella parte superiore e una nella parte inferiore, mentre in inglese si trova solo nel testo più piccolo nella parte inferiore.
Dal agosto 2021 è stata emessa la versione 4.0 della carta d'identità, in formato europeo, con caratteristiche fisiche simili alla precedente, ma con miglioramenti nella sicurezza e una maggiore integrazione con i documenti europei. Viene aggiunta la bandiera dell'Unione Europea e viene inclusa la sua denominazione in inglese.
- Nella parte anteriore:
  - Nel corpo centrale sono indicati il cognome, il nome, il sesso, la nazionalità e la data di nascita del titolare del DNI. Vengono inoltre specificati il numero di serie del supporto fisico della carta, la data di validità del documento e la firma manuale del titolare.
  - Sul lato sinistro è presente la fotografia del titolare in bianco e nero, di dimensioni maggiori rispetto alle versioni precedenti.[15] La foto deve avere una dimensione di 2,6 × 3,2 cm, il viso della persona deve essere rivolto direttamente verso la fotocamera e ben illuminato, lo sfondo deve essere chiaro e uniforme. Sotto la fotografia viene indicato il numero personale del DNI del titolare, compresa la lettera di verifica.
  - Sul lato destro è presente una finestra trasparente con una incisione laser del numero di supporto fisico. Più in basso è presente un'immagine incisa al laser in continuo cambiamento (CLI), che include la data di emissione nel formato GG MM AA e una miniatura della foto del titolare. Sotto di essa si trova il numero CAN (Card Access Number) per l'accesso al chip RFID.
- Nel retro:
  - Nella parte superiore sono indicati l'indirizzo, la località, la provincia e il paese di residenza del titolare. Più in basso sono indicati il luogo di nascita con la provincia e il paese, e il nome dei genitori legali del titolare. A sinistra è presente il codice del team di emissione del DNI elettronico.
  - È inoltre presente il chip crittografico con antenna NFC. Nella parte inferiore è presente l'informazione stampata con caratteri OCR-B per la lettura meccanizzata sull'identità del cittadino, conformemente alle normative dell'OACI per i documenti di viaggio.
- Nel chip crittografico, in formato digitale:
  - Certificato elettronico per autenticare l'identità del cittadino
  - Certificato elettronico per la firma elettronica, con la stessa validità legale della firma manuale
  - Certificato dell'Autorità di Certificazione emittente
  - Coppia di chiavi per ciascun certificato elettronico
  - Modello biometrico dell'impronta digitale
  - Fotografia digitalizzata del cittadino
  - Immagine digitalizzata della firma manuale
  - Dati di affiliazione del cittadino, corrispondenti al contenuto personalizzato sulla carta.

Il chip elettronico non contiene dati personali aggiuntivi rispetto a quelli stampati sulla superficie della carta, né contiene dati relativi alla salute, fiscali, giudiziari, penali, infrazioni stradali, ecc...
Nel contesto del reperimento di una fotografia per un documento di identità, esistono linee guida fondamentali che devono essere seguite con precisione. Queste direttive mirano a garantire la qualità e l'adeguatezza dell'immagine per un successivo utilizzo in documenti ufficiali. Di seguito vengono dettate queste regole:
1. Neutralità facciale: Si raccomanda vivamente che il soggetto non mostri alcuna espressione sul volto. La neutralità facciale implica il mantenimento di un aspetto sereno e privo di gesti che possano complicare l'identificazione precisa.
2. Posizione verticale della testa: La testa del soggetto deve essere mantenuta in posizione verticale e allineata con l'asse della fotocamera. Non devono essere consentite inclinazioni laterali o in avanti/indietro.
3. Focalizzazione sulla fotocamera: È essenziale che il soggetto si trovi di fronte alla fotocamera e che il suo sguardo sia direttamente rivolto all'obiettivo. Questa misura mira a ottenere un'immagine frontale chiara e priva di deviazioni.

Inoltre, è richiesta una qualità ottimale dell'immagine in termini di risoluzione. D'altra parte, si considera inadeguata un'immagine che presenti una qualsiasi delle seguenti caratteristiche:
- Illuminazione inadeguata: L'immagine non deve essere troppo scura o troppo chiara e deve garantire un adeguato livello di contrasto.
- Bassa nitidezza: L'immagine non deve essere pixelata o sfocata, poiché ciò influirebbe sulla chiarezza e sulla precisione dell'identificazione.
- Presenza di ombre sul volto: Qualsiasi ombra che oscuri il volto del soggetto deve essere evitata, poiché complicherebbe l'identificazione precisa.
- Mancanza di allineamento: L'immagine non deve essere decentrata, né troppo vicina né troppo lontana dall'inquadratura.
- Qualità insufficiente: L'immagine non deve mancare di colore né presentare segni o rughe che ne influiscano la leggibilità.
- Mancanza di messa a fuoco nitida: Deve essere garantito che l'immagine sia ben messa a fuoco, chiara e pulita.

Queste direttive sono fondamentali per garantire che l'immagine soddisfi gli standard necessari per la produzione di un documento di identità valido e affidabile dal punto di vista ufficiale.

### Misure di sicurezza
Nel documento di identità elettronico sono state sviluppate diverse misure di sicurezza per prevenire la sua falsificazione:
- Misure visibili a occhio nudo: inchiostri otticamente variabili, rilievi, sfondi di sicurezza
- Misure verificabili tramite mezzi ottici ed elettronici: inchiostri visibili con luce ultravioletta, microscritture
- Misure di sicurezza digitali: crittografia dei dati sul chip, accesso alle funzionalità del documento di identità elettronico mediante un codice personale di accesso (PIN), i codici non escono mai dal chip, l'Autorità di Certificazione è la Direzione Generale della Polizia.

## DNI elettronico
Per poter utilizzare il documento di identità elettronico, è necessario conoscere il codice personale. Questo codice può essere cambiato presso i punti di aggiornamento del documento di identità nelle sedi di emissione del documento. In secondo luogo, è necessario un computer personale con sistema operativo PC Windows o macOS Macintosh e un lettore di smart card. Esistono diverse implementazioni, integrate nella tastiera, esterne (collegate tramite USB) o attraverso una scheda PCMCIA. Il lettore di smart card deve essere valido per l'uso del documento di identità elettronico, compatibile con lo standard ISO 7816. Infine, è necessario scaricare il software fornito dalla Direzione Generale della Polizia sul portale del DNI elettronico.
Nell'ottobre del 2011, cinque anni dopo il suo lancio, El País riportava che l'uso del documento di identità elettronico era molto limitato, e che le poche persone che utilizzavano certificati digitali preferivano utilizzare il certificato digitale della FNMT.

### Vulnerabilità
Nel novembre del 2017, la Direzione Generale della Polizia ha disattivato la funzionalità dei certificati digitali nei documenti emessi a partire dall'aprile del 2015, poiché, secondo uno studio condotto dall'Università Masaryk della Repubblica Ceca, erano vulnerabili a un attacco noto come ROCA. Questo attacco consentiva di indovinare le chiavi private degli utenti dei certificati interessati analizzando le chiavi pubbliche. Le autorità hanno informato che non era stato rilevato alcun attacco di questo tipo su alcun documento di identità, ma che i certificati dei DNI vulnerabili erano stati disattivati come misura preventiva. Hanno inoltre segnalato che i documenti interessati rimanevano validi come documenti di identificazione, anche se non era possibile utilizzare i certificati digitali. Nel dicembre del 2017, dopo l'applicazione delle soluzioni tecniche necessarie, è stato annunciato che era possibile recarsi presso una commissariato per aggiornare i certificati al fine di risolvere il problema.
Questa vulnerabilità non ha interessato solo i certificati dei DNI, ma è una vulnerabilità generica riscontrata in alcune smart card di alcuni produttori, tra cui i DNI emessi dopo la data indicata. Secondo lo studio, il difetto si trovava in una libreria di codice utilizzata da Infineon, uno dei principali fornitori di chip intelligenti. Questo errore implica che non è possibile verificare se una firma digitale è stata effettuata dal proprietario del DNI o se i dati cifrati sono esposti a terzi.
Per questo motivo, è stata messa in discussione anche la validità delle firme già apposte con questi documenti, poiché non è possibile dimostrare chi le ha firmate. È stata rivelata anche un'altra vulnerabilità nell'emissione della firma: non certifica quando è stata effettuata una firma, né la data né l'ora dell'operazione.

## Carta d'identità per stranieri
Per ottenere un Documento Nazionale d'Identità (DNI) è necessario essere cittadini spagnoli. Gli stranieri residenti legalmente in Spagna, ad eccezione dei cittadini europei o comunitari, possiedono una carta dalle caratteristiche simili ma di colore blu, chiamata "tarjeta de identidad de extranjero" (carta d'identità dello straniero).
La "tarjeta de identidad de extranjero" è il documento che fornisce documentazione agli stranieri che si trovano legalmente in Spagna. Questa carta attesta che, in conformità con la legislazione vigente, è stata concessa l'autorizzazione a rimanere sul territorio spagnolo per un periodo superiore a sei mesi. La "tarjeta de identidad de extranjero" è personale e non trasferibile.
I cittadini europei o comunitari non sono eleggibili per la "tarjeta de identidad de extranjero". Invece, ricevono un documento chiamato "certificado de registro de ciudadano de la unión" (certificato di registrazione del cittadino dell'Unione), che deve essere presentato insieme a un documento di cittadinanza dell'Unione Europea.
Nella "tarjeta de identidad de extranjero" è presente il numero di identità dello straniero (NIE).